# Barra fixa

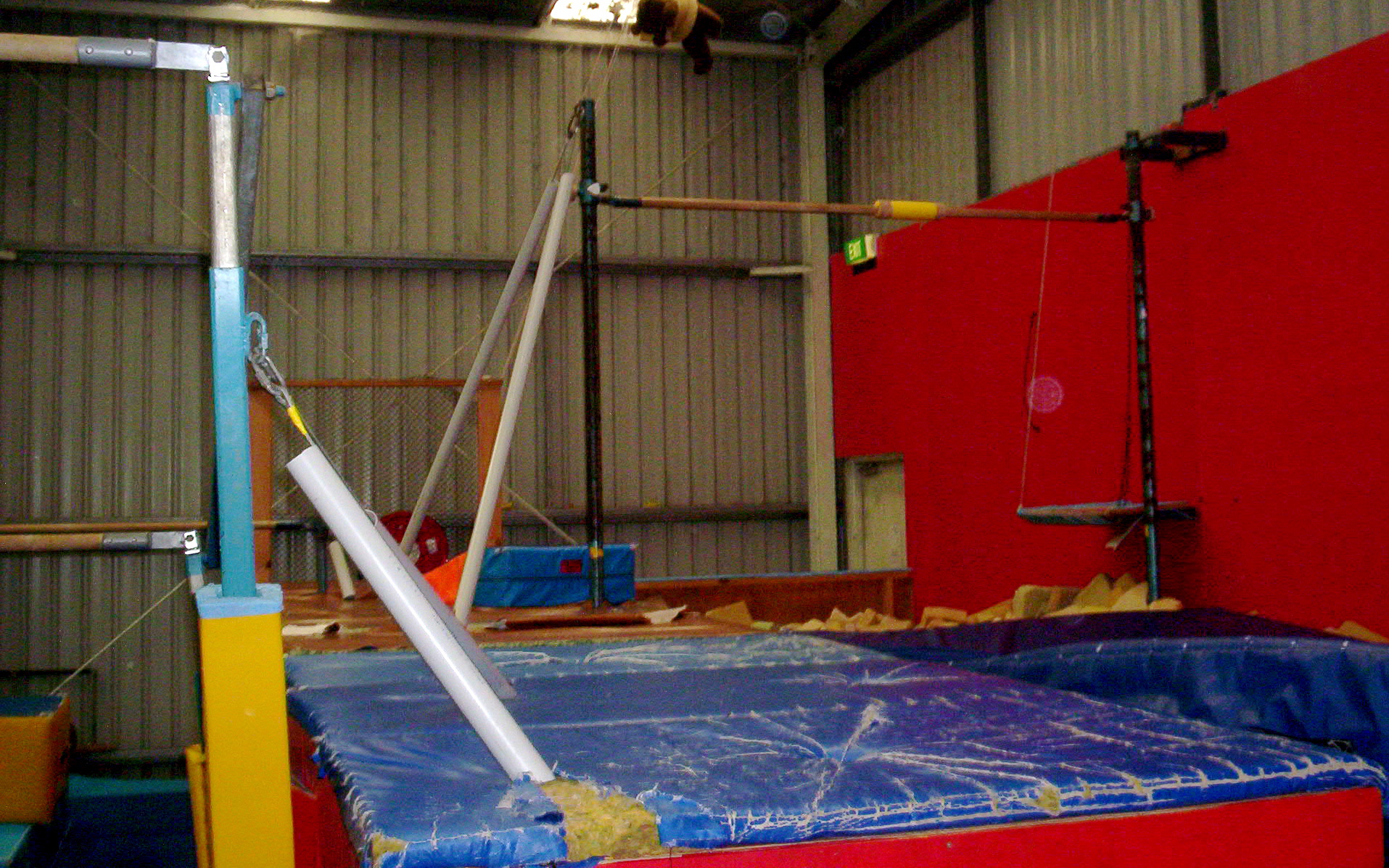
Barra fixa

La barra fixa o barra horitzontal és un aparell gimnàstic usat en la gimnàstica artística.
Només es fa servir en les proves masculines. És una barra de metall (normalment acer) situada a 275 centímetres del terra. El gimnasta, agafat amb les mans a la barra, fa una sèrie de rutines (entre 11 i 15 habilitats) amb salts de diversos tipus que són regulats per un codi de puntuació acabat amb un salt final fins a terra.

## Dimensions
Les mesures de l'aparell són publicades per la FIG a l'opuscle Apparatus Norms.
- Altura: 275 cm
- Longitud: 240 cm
- Diàmetre de la barra: 28 mm